# Coll de Canes
Depressió de la Serralada Transversal, entre el puig Estela i el pla de Falgars, entre les valls de les rieres de Vallfogona (Ripollès) i Ridaura (Garrotxa).
Hi passa la carretera N-260a de Ripoll a Olot a una altitud de 1120 m.
L'Enciclopèdia Catalana diu que una llegenda originada al segle xiii afirma l’existència d’un drac en una cova propera, que el cavaller Dolcet vencé amb l’ajuda d’un mirall (la fera hauria mort d’espant en veure-s'hi reflectida). Les restes que hom considerava del drac es conservaren a l'ermita de Sant Eudald de Ripoll fins al segle xix.
Basant-se en aquesta llegenda, els Diables de Ripoll van construir la seva bèstia, el Lluert de Coll de Canes.